# Mea Culpa (pel·lícula de 2024)
Mea Culpa és un thriller legal estatunidenc de 2024 escrit i dirigit per Tyler Perry. La pel·lícula la protagonitza Kelly Rowland com una advocada defensora penal que pren el cas d'un artista, acusat d'assassinar la seva xicota. Altres actors són Trevante Rhodes, Sean Sagar, Nick Sagar, RonReaco Lee, Shannon Thornton i Angela Robinson. La va estrenar Netflix el 23 de febrer de 2024 amb subtítols en català.

## Repartiment
- Kelly Rowland com a Mea
- Trevante Rhodes com a Zyair
- Nick Sagar com a Ray
- Sean Sagar com a Kal
- RonReaco Lee com a Jimmy
- Shannon Thornton com a Charlise
- Kerry O'Malley com a Azalia
- Arianna Barron com a Jenna
- Connor Weil com a Bobby
- Angela Robinson com a Renee

## Producció
El febrer de 2023 es va informar que Kelly Rowland produiria i protagonitzaria el thriller legal Mea Culpa escrit, produït i dirigit per Tyler Perry. Trevante Rhodes, Sean Sagar, Nick Sagar i RonReaco Lee també van ser anunciats. El rodatge va començar el 6 de març de 2023, a Atlanta als Tyler Perry Studios, amb uns dies a Chicago, i es va acabar el 26 de març.